# Finn Willy Sørensen
Finn Willy Sørensen (9 maggio 1941 – 23 marzo 2019) è stato un allenatore di calcio e calciatore danese, di ruolo difensore e centrocampista.

## Carriera

### Calciatore

#### Club
Sørensen inizia la carriera nel Frem, società con cui retrocede in cadetteria nella stagione 1965. Con i rossoblu torna a giocare in massima a partire dal campionato 1964, prima affermazione nazionale del club. Con il suo club otterrà due secondi posti nelle stagioni 1966 e 1967. Con il Frem partecipò anche alla Coppa delle Fiere 1967-1968, venendo eliminato con i suoi al primo turno dagli spagnoli dell'Atlético Bilbao.
Durante la sua militanza nel Frem viene selezionata nella squadra rappresentativa di Copenaghen nella Coppa delle Fiere 1963-1964, competizioni in cui verrà eliminato ai sedicesimi dagli inglesi dell'Arsenal.
Nel 1968 si trasferisce in America, ingaggiato dagli statunitensi dei Washington Whips, con cui chiuse la stagione al secondo posto della Atlantic Division.
Terminata l'esperienza americana ritorna in Europa per giocare dapprima con gli svedesi del Gunnarstorp e poi con il Malungs IF.

#### Nazionale
Sørensen ha giocato 4 incontri con la nazionale Under-21 danese e due con la nazionale B.

### Allenatore
Lasciato il calcio giocato, diviene nel 1976 allenatore degli svedesi del Västra Frölunda.
Nella stagione 1977 diventa allenatore del Landskrona BoIS, squadra della massima serie svedese. con cui ottiene il quinto posto in campionato. La stagione seguente fu invece chiusa al decimo posto.
Nella stagione 1979 torna al Frem, questa volta in veste di allenatore. Con i capitolini ottiene il decimo posto finale, seguito l'anno dopo dalla retrocessione tra i cadetti a causa del quindicesimo e penultimo posto ottenuto.
Nelle successive tre stagioni allenerà il Fremad Amager.

## Statistiche

### Cronologia presenze e reti in nazionale
| Cronologia completa delle presenze e delle reti in nazionale ― Danimarca under 21 | Cronologia completa delle presenze e delle reti in nazionale ― Danimarca under 21 | Cronologia completa delle presenze e delle reti in nazionale ― Danimarca under 21 | Cronologia completa delle presenze e delle reti in nazionale ― Danimarca under 21 | Cronologia completa delle presenze e delle reti in nazionale ― Danimarca under 21 | Cronologia completa delle presenze e delle reti in nazionale ― Danimarca under 21 | Cronologia completa delle presenze e delle reti in nazionale ― Danimarca under 21 | Cronologia completa delle presenze e delle reti in nazionale ― Danimarca under 21 |
| Data                                                                              | Città                                                                             | In casa                                                                           | Risultato                                                                         | Ospiti                                                                            | Competizione                                                                      | Reti                                                                              | Note                                                                              |
| --------------------------------------------------------------------------------- | --------------------------------------------------------------------------------- | --------------------------------------------------------------------------------- | --------------------------------------------------------------------------------- | --------------------------------------------------------------------------------- | --------------------------------------------------------------------------------- | --------------------------------------------------------------------------------- | --------------------------------------------------------------------------------- |
| 16-9-1962                                                                         | Sakskøbing                                                                        | Danimarca under 21                                                                | 1 – 0                                                                             | Finlandia under 21                                                                | Amichevole                                                                        | -                                                                                 |                                                                                   |
| 25-9-1962                                                                         | Veendam                                                                           | Paesi Bassi under 21                                                              | 2 – 2                                                                             | Danimarca under 21                                                                | Amichevole                                                                        | -                                                                                 |                                                                                   |
| 27-10-1962                                                                        | Horsens                                                                           | Danimarca under 21                                                                | 2 – 2                                                                             | Svezia under 21                                                                   | Amichevole                                                                        | -                                                                                 |                                                                                   |
| 6-10-1963                                                                         | Degerfors                                                                         | Svezia under 21                                                                   | 0 – 0                                                                             | Danimarca under 21                                                                | Amichevole                                                                        | -                                                                                 |                                                                                   |
| Totale                                                                            |                                                                                   | Presenze                                                                          | 5                                                                                 |                                                                                   | Reti                                                                              | 3                                                                                 |                                                                                   |